# Exceção de contrato não cumprido
A exceção de contrato não cumprido (do latim: exceptio non adimpleti contractus) é um meio de defesa (exceção) que pode ser levantada em casos de um contratos sinalagmáticos (bilaterais, recíprocos). Em essência, é um recurso que permite a uma parte a justa recusa de seu próprio cumprimento até que a outra parte também tenha cumprido devidamente suas obrigações contratuais.

## Direito brasileiro
No direito brasileiro, a exceção de tratado não cumprido é tratada nos arts. 476 e 477 do Código Civil.